# Sobór Świętej Trójcy w Aradzie
Sobór Świętej Trójcy (rum. Catedrala „Sfânta Treime”) – prawosławny sobór znajdujący się w rumuńskim mieście Arad.

## Historia
Kamień węgielny pod budowę soboru wmurował 24 listopada 1991 arcybiskup Tymoteusz. Budowa cerkwi trwała w latach 1994-2018 według projektu Ioana Hăpriana. 1 grudnia 2003 poświęcono 5 dzwonów z austriackiej ludwisarni Grassmayr w Innsbrucku. 30 lipca 2006 poświęcono krzyże, którymi 3 sierpnia tegoż roku zwieńczono kopuły. 6 grudnia 2008 sobór został konsekrowany przez patriarchę Daniela I, w uroczystości uczestniczyło ok. 1700 osób.

## Galeria

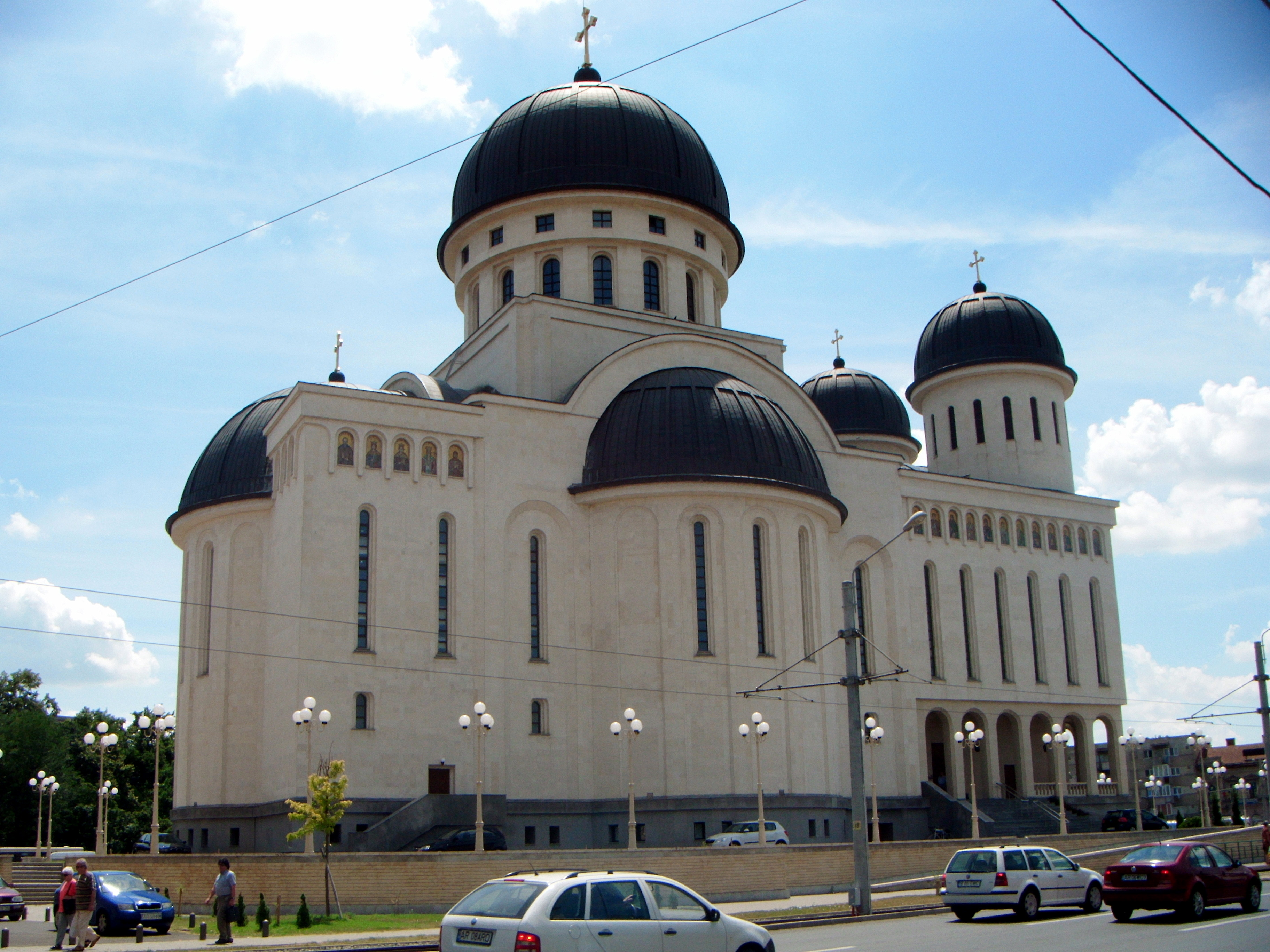
Widok na sobór z północnego zachodu
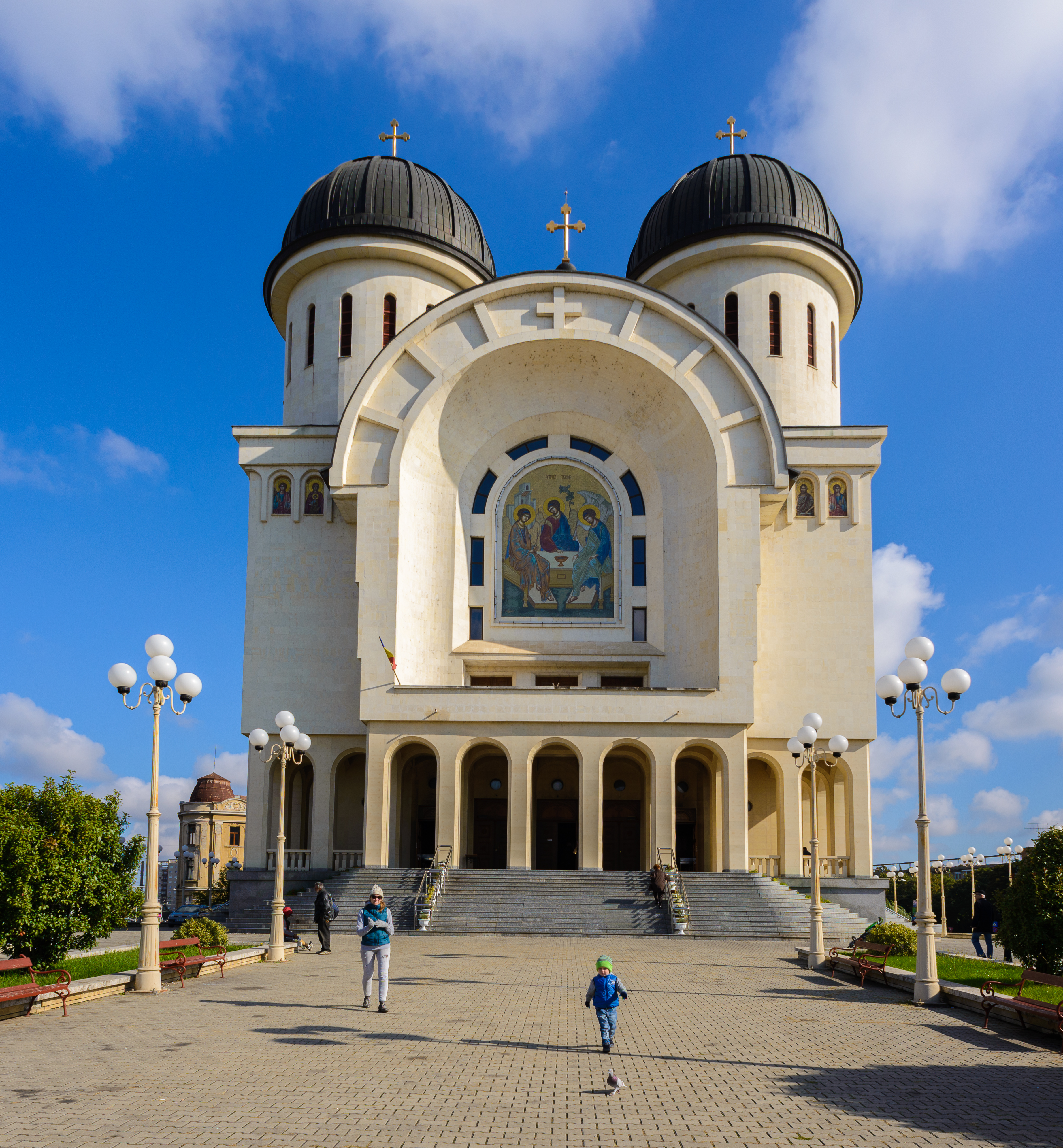
Fasada
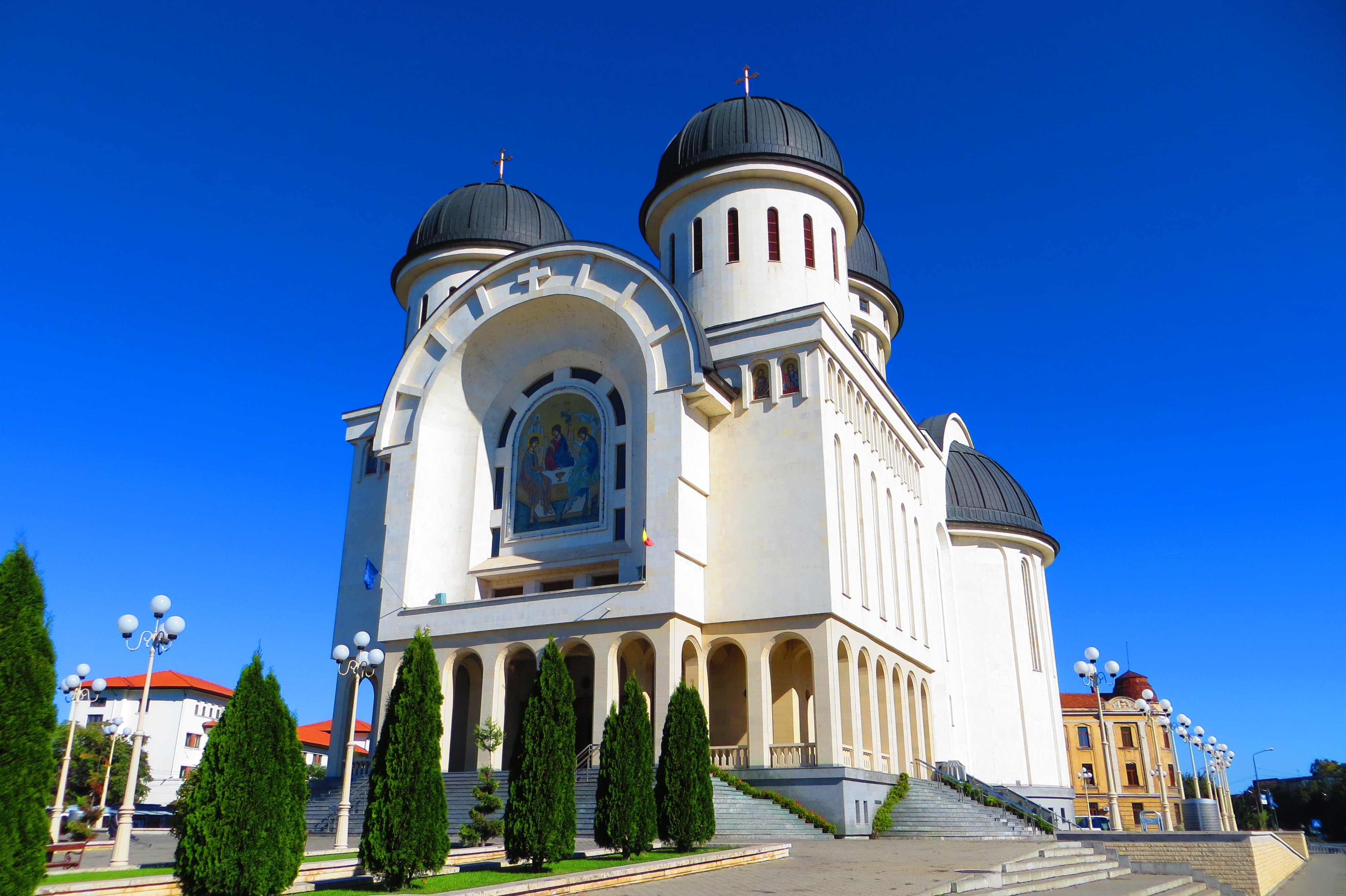
Widok z południa
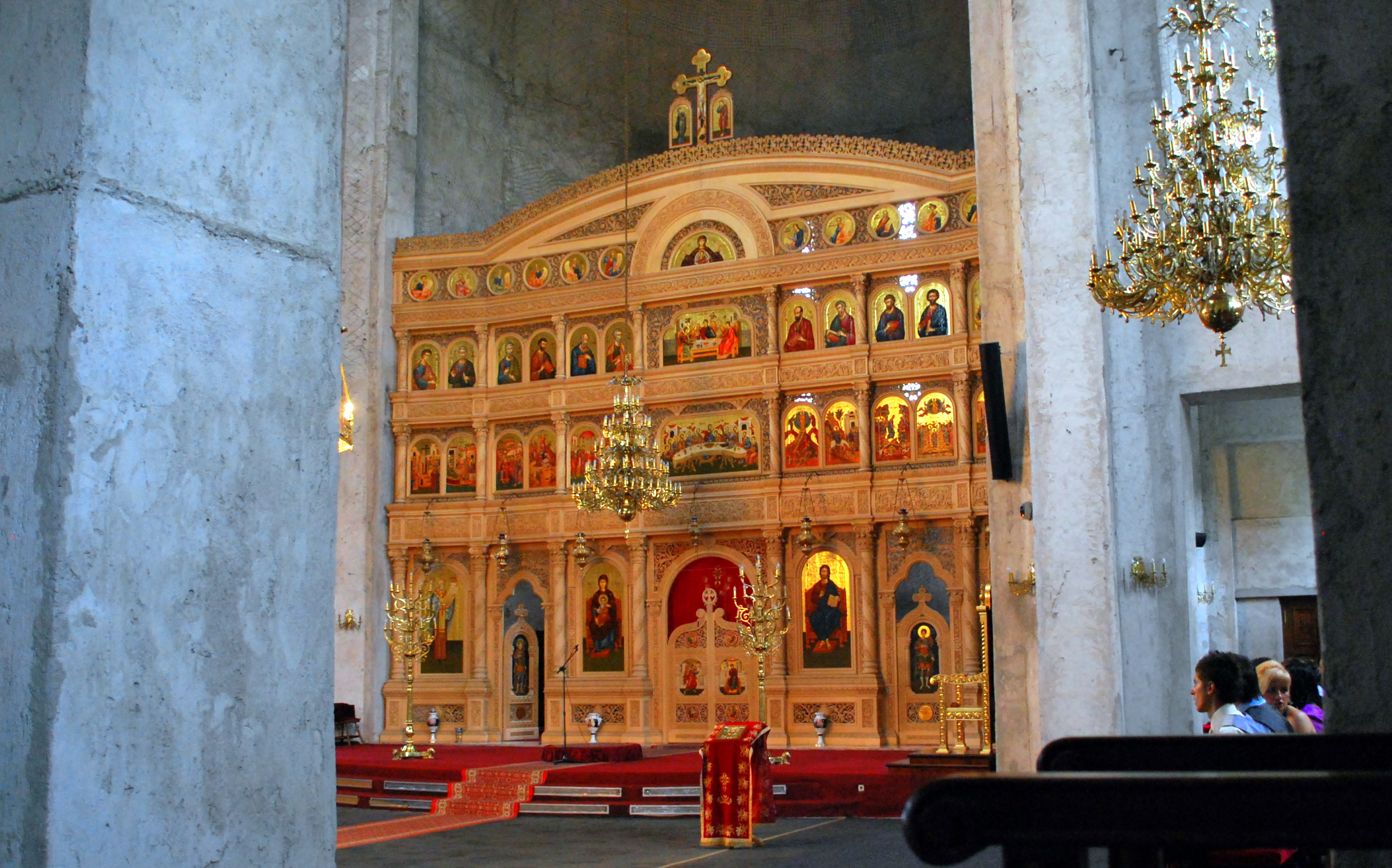
Ikonostas